# Cappella della Misericordia (Monaco-Ville)
La Cappella della Misericordia di Monaco è un luogo di culto cattolico, situato a Monaco Vecchia.

## Storia

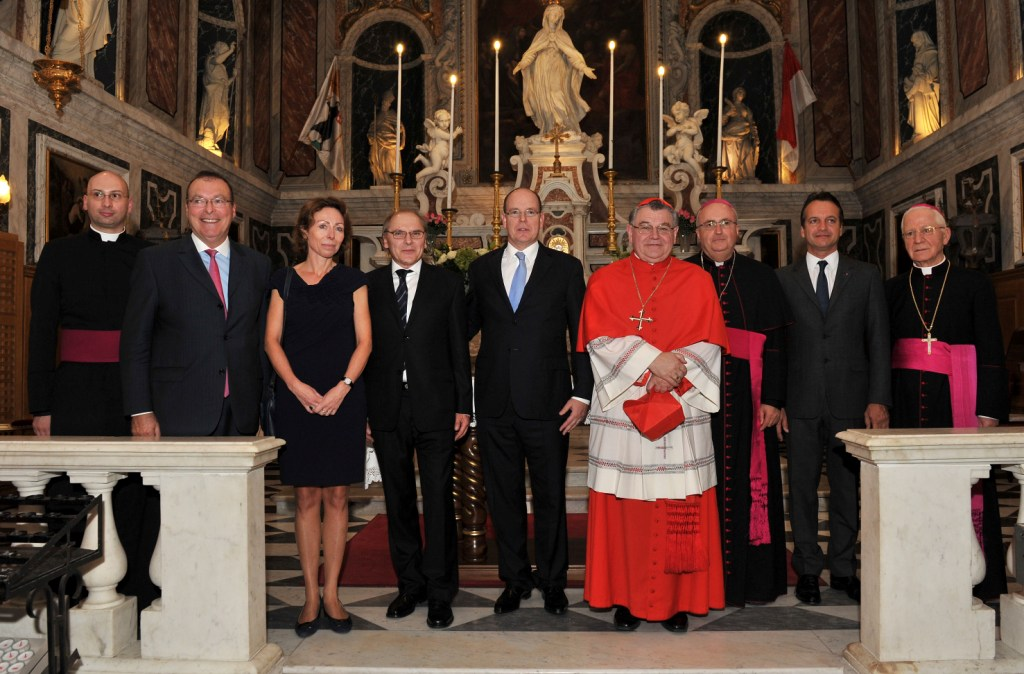
Benedizione della Cappella

La prima pietra della cappella fu benedetta nel 1639 sotto il regno del principe Onorato II di Monaco, priore della Confraternita dei Penitenti Neri. La Confraternita dei Penitenti Neri venne fusa nell'ottobre 1813 alla Confraternita dei Penitenti Bianchi, per ordine del vescovo di Nizza, al fine di creare un'unica confraternita, la Confraternita della Misericordia di Monaco, titolare della cappella.

## Descrizione
L'oratorio si apre su un'unica navata, che può contenere circa 250 persone, formando un rettangolo perfetto con un'altezza di 18,50 m sotto il centro della volta. Il 30 ottobre 2012, Sua Altezza Serenissima, il principe Alberto II di Monaco ha inaugurato la volta restaurata dal celeberrimo artista-restauratore ceco di monumenti storici, il maestro Jiří Živný. Su entrambi i lati dell'ingresso della cappella, sono presenti i pannelli dove vengono registrati i nomi dei confratelli dell'Arciconfraternita al momento della fusione dei penitenti bianchi e neri nel 1813.